# Probiótico
Probióticos são organismos vivos que provêm benefícios quando inoculados em quantidades adequadas.
O termo “probióticos” foi usado pela primeira vez em 1965, por Lilly e Stillwell, para descrever substâncias secretadas por um organismo que estimulam o crescimento de outro. Portanto, a introdução de espécies bacterianas benéficas no trato gastrointestinal pode ser uma opção muito atraente para restabelecer o equilíbrio microbiano e prevenir doenças. Os probióticos trazem uma série de benefícios à saúde, entre os quais os principais são (a) o controle de desarranjos intestinais e a melhoria na capacidade do organismo em absorver nutrientes dos alimentos. Há quem liste outros benefícios, mas sua comprovação científica ainda está em curso.
O potencial probióticos difere entre cepas, cada cepa bacteriana tem sítios de aderência definidos e efeitos específicos, portanto, para cada situação clínica existiria um, ou um conjunto  de micro-organismos, com potencial efeito benéfico, fontes potenciais de probióticos mais frequentemente pertencem aos gêneros Bifidobacterium e Lactobacillus, e algumas dessas cepas exibem poderosas propriedades anti-inflamatórias. De fato, a terapia probiótica atraiu o interesse da pesquisa em doenças infecciosas, inflamatórias e alérgicas humanas, a doença mais totalmente documentada que altera a microbiota intestinal é a diarréia infecciosa aguda na infância. A pesquisa probiótica atual visa fornecer estímulo bacteriano seguro, mas suficiente, a fim de evitar a resposta imunológica desviante relacionada a doenças alérgicas e inflamatórias. No entanto, são necessários esforços científicos mais rigorosos para caracterizar o potencial imunomodulador de cepas probióticas específicas para esses alvos.
Entre os probióticos mais conhecidos e disponíveis no comércio  estão os leites fermentados e os iogurtes naturais. Mas também há probióticos na forma de pó ou cápsulas. Também são probióticos o kefir e o kombucha, em geral produzidos e distribuídos artesanalmente, no Brasil.

## Histórico e controvérsias
O termo "probiótico" é  relativamente novo e remete à ideia de "a favor da vida".
A primeira observação das funções benéficas desempenhadas por algumas bactérias é atribuída ao russo Eli Metchnikoff, no início do século XX. Todavia, foi com a ampliação das alegações funcionais que os probióticos começaram a despertar maiores controvérsias. Em 2007, 8% das 4637 alegações funcionais submetidas a EFSA (European Food Safety Authority) tinham probióticos como objeto.
O crescente mercado de probióticos levou à necessidade de justificativas científicas mais rigorosas das supostas propriedades benéficas dos microrganismos considerados probióticos. Apesar dos inúmeros benefícios associados ao uso de produtos de consumo probióticos, como redução do desconforto gastrointestinal, aumento da imunidade, alívio da constipação ou prevenção do resfriado comum, tais alegações não são apoiadas por evidências científicas e são proibidas pela Comissão Federal de Comércio dos EUA como propaganda enganosa.
Para o ano de 2019, a Autoridade Europeia para a Segurança dos Alimentos rejeitou vários pedidos para aprovar os requisitos de saúde dos fabricantes europeus de suplementos nutricionais probióticos devido à falta de evidências de um mecanismo benéfico ou eficácia.

## Leite acidófilo
O leite acidófilo pode ser elaborado a partir de leite padronizado enriquecido ou não em seu extrato seco. Este produto é resultante da fermentação exclusiva do Lactobacillus acidophilus, que é uma espécie lática homofermentativa (produz exclusivamente ácido lático).
O Lactobacillus acidophilus, é capaz de crescer a temperatura de 45°C porém sua temperatura ótima é de 37°C.
Produz alta concentração de ácido lático 150 a 200°D, de forma lenta. Resiste a uma concentração de 2% de sais biliares e até 4% de sal(11).

#### Exemplo de elaboração
1. Utilizar leite selecionado, acidez máxima de 18°D. Este leite poderá ser totalmente desnatado, padronizado (adição de 2 a 3% de leite em pó desnatado) ou mantido integral.
2. Tradicionalmente não se adiciona açúcar neste tipo de produto.
3. Pasteurizar o leite a temperatura de 90°C por 20 - 30 minutos, na fermenteira ou iogurteira.
4. Resfriar a temperatura de 37°C.
5. Adicionar fermento para uso direto a base de Lactobacillus acidophilus, na dosagem especificada pelo fabricante.
6. Envasar os potes (tradicionalmente este produto é vendido na forma de potes ou copos de 200 a 250 gramas), opção de frascos.
7. Incubar em estufa regulada para 37°C até que se verifique a formação de um gel (coalhada) liso, brilhante, sem desprendimento de soro ou gases.
8. O pH ideal deverá estar na faixa de 4,6 em um período de 3 a 8 horas, dependendo do fermento utilizado.
9. Retirar os potes ou copos da estufa e levá-los imediatamente para câmara fria com temperatura máxima de 5°C, ou passar por túnel de resfriamento imediato.
10. Decorridos 12 horas do resfriamento o produto poderá ser destinado ao mercado consumidor com validade de até 30 dias após sua data de elaboração.(11)com agua
11. Pontos críticos: utilizar leite totalmente isento de inibidores (principalmente antibióticos). Para o desenvolvimento ideal do fermento lático, a temperatura deverá ser mantida rigorosamente em 37°C.

### Kefir
Os grãos de Kefir formam um aglomerado gelatinoso irregular, onde são encontradas bactérias ácido-lácticas, ácido-acéticas e leveduras imersas em uma matriz de proteínas e polissacarídeos. Os micro-organismos mais comumente isolados de grãos de kefir compreendem os gêneros Lactobacillus (L. brevis, L. casei, L. kefiri, L. acidophilus, L. plantarum, L. kefiranofaciens subsp. kefiranofaciens, L. kefiranofaciens subsp. kefirgranum, L. parakefir).
Os micro-organismos que o compõe e as substâncias bioativas produzidas podem ser substitutos aos antimicrobianos convencionais e seus mecanismos de ação em combate a patógenos de origem alimentar.

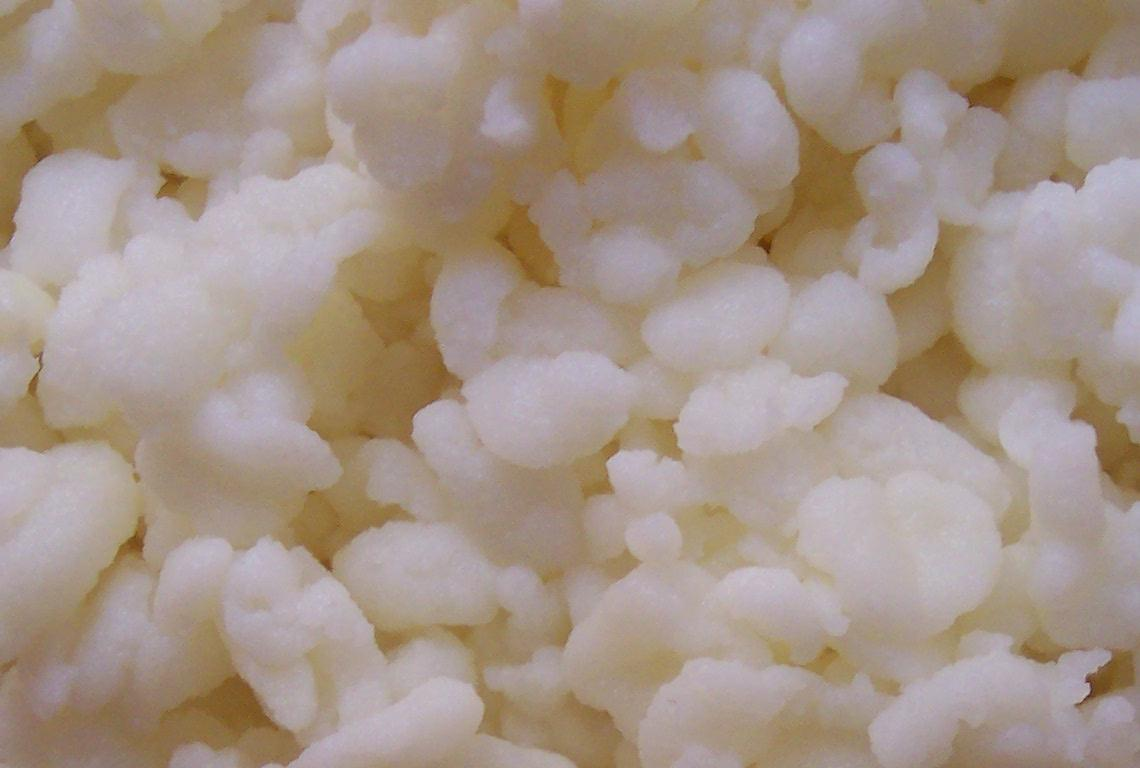
Lactobacillus bulgaricus utilizados na produção caseira de Iogurte.

## Efeitos fisiológicos dos probióticos

### Inibição de bactérias intestinais indesejáveis
Pode ocorrer por produção de substâncias bactericidas:
- Os lactobacilos podem produzir peróxido de hidrogênio, substância inibidora da Escherichia coli, salmonela etc.
- Adesão à mucosa e multiplicação - este termo se refere à capacidade dos probióticos de aderirem nas vilosidades intestinais competindo e inibindo a fixação de patogênicos, como por exemplo, Escherichia coli.
- Presença sem adesão à mucosa - para que isto ocorra é necessário que a ingestão do probiótico seja contínua pois sua suspensão não garante permanência no cólon por período prolongado.

### Ativação da imunidade humoral e celular
Os Lactobacilos acidófilo, bulgárico e casei parecem aumentar a atividade fagocitária, a síntese de imunoglobulinas (IgA) e a ativação dos linfócitos T e B.

### Aumento da digestibilidade da lactose
Os Lactobacilos produzem a enzima beta galactosidase que facilita a digestão da lactose(14).

### Liberação de vitaminas
Grupos microbianos localizados no intestino possuem uma funcionalidade nutricional, pois produzem vitaminas e podem contribuir para liberá-las. Microorganismos intestinais, por exemplo, podem produzir vitamina K, vitamina B12, piridoxina, biotina, ácido fólico, ácido nicotínico e tiamina, produzindo possíveis efeitos probióticos.